# Aeropuerto Roberts
El Aeropuerto Municipal de Redmond (en inglés, Roberts Field) (IATA: RDM, OACI: KRDM, FAA LID: RDM) se encuentra en el condado de Deschutes, Oregón, Estados Unidos. Es propiedad de la ciudad de Redmon, Oregón, y está operado por ella.
Es el principal aeropuerto comercial del centro de Oregón, con vuelos regulares sin escalas a varios centros de operaciones en el oeste de Estados Unidos, así como a Dallas, según la temporada. El aeródromo presta servicio a Redmond y a la cercana Bend, Oregón. Alberga la fábrica de Lancair y una base para aeronaves de extinción de incendios operadas por compañías privadas de aviones cisterna. El Centro Aéreo de Redmond del Servicio Forestal de los Estados Unidos (USFS) se encuentra en el aeropuerto y apoya las operaciones regionales de extinción de incendios. Esta instalación federal proporciona capacitación y alojamiento a equipos de paracaidistas, además de combustible, agua y retardante de fuego para aeronaves cisterna en sus rampas a lo largo del lado norte del aeródromo.
Avelo Airlines inició un nuevo servicio directo entre Redmond y el Aeropuerto de Hollywood Burbank (BUR) en el área de Los Ángeles el 13 de mayo de 2021, con aviones Boeing 737-800 de línea principal.
El Plan Nacional de Sistemas Aeroportuarios Integrados para el período 2011-2015 lo definió como un aeropuerto de servicio comercial principal. Los registros de la Administración Federal de Aviación indican que el aeropuerto registró 364,921 embarques de pasajeros en el año calendario 2017, frente a los 306,517 de 2016.

## Ampliación de las instalaciones/Terminal de pasajeros
En 1950 se construyó una terminal de pasajeros, que en 1981 fue sustituida por una de 560 m² (6,000 pies cuadrados). Entre 1992 y 1993, la terminal se amplió a 2100 m² (23,000 pies cuadrados).
A finales de 2009, Roberts Field completó otra gran ampliación de la terminal, diseñada por HNTB.
Además de la ampliación del estacionamiento, la instalación ha aumentado su superficie en aproximadamente un 600%, lo que permite más espacio para seguridad y servicios al viajero, así como para concesiones y operaciones en las puertas de embarque. Si bien la nueva estructura de dos niveles puede soportar pasarelas de embarque, la baja frecuencia de aviones de tamaño completo que operan desde la terminal y la falta de indicios de interés por parte de las aerolíneas arrendatarias implican que estas pasarelas no están incluidas actualmente, aunque se ha reducido la distancia a pie entre los aviones y la terminal.
En octubre de 2009, la mayoría de las secciones de la terminal de pasajeros ampliada se abrieron al público; las mejoras incluyen un mayor número de mostradores de documentación y baños, además de una sala de embarque de dos plantas con ventanas. Los viajeros ahora pueden utilizar las pasarelas cubiertas entre los aviones y la terminal.
Un año después de la finalización de la ampliación, se inauguró un bar y un restaurante en la zona de seguridad. Actualmente se están realizando esfuerzos para añadir concesiones adicionales. Hasta 2009, la terminal principal contaba con un restaurante, pero esta es la primera vez que se ofrecen comidas y bebidas en la zona de embarque.
Desde que el aeropuerto comenzó a exhibir arte público en la terminal, ha vendido obras de arte a viajeros por un valor de casi $100,000 dólares.

## Infraestructura
El aeropuerto modernizó su vehículo de rescate de víctimas múltiples en 2011 debido al uso de aviones comerciales de mayor tamaño en el Aeropuerto Roberts. Si bien la unidad anterior tenía capacidad para 37 pacientes, el nuevo camión está preparado para un incidente con más de 100. A principios de 2012, el aeropuerto comenzó a albergar un helicóptero de evacuación médica (MEDEVAC) operado por Lifeflight.  En mayo de 2016, las pistas del aeropuerto estuvieron cerradas durante casi tres semanas, lo que permitió la reconstrucción de su intersección como parte de un proyecto de repavimentación de ambas.

## Instalaciones
El Aeropuerto Roberts abarca una superficie de 1019 ha (2518 acres) a una altitud de 940 m (3080 pies). Cuenta con dos pistas de asfalto: la 5/23 de 2145 x 46 m (7038 x 150 pies) y la 11/29 de 2135 x 30 m (7006 x 100 pies). Cuenta con un helipuerto de concreto H1 de 15 x 15 m (48 x 48 pies).
En el año fiscal que finalizó el 24 de marzo de 2022, el aeropuerto registró 75,150 operaciones de aeronaves, con un promedio de 206 al día: 72 % de aviación general, 10 % de taxi aéreo, 18 % de aerolíneas y menos de un 1 % de aeronaves militares. En ese momento, el aeropuerto contaba con 93 aeronaves: 80 monomotores, 7 multimotores, 2 helicópteros y 4 aviones a reacción.

## Aerolíneas y destinos

### Pasajeros
| Aerolíneas        | Destinos |
| ----------------- | --- |
| Alaska Airlines   | Burbank (inicia el 26 de octubre de 2025), Los Ángeles, Portland (OR), San Diego, San Francisco, Seattle/Tacoma |
| American Airlines | Estacional: Dallas/Fort Worth                                                                                   |
| American Eagle    | Phoenix–Sky Harbor                                                                                              |
| Avelo Airlines    | Burbank (finaliza el 1 de diciembre de 2025)                                                                    |
| Breeze Airways    | Burbank, Las Vegas (ambos inician el 13 de marzo de 2026)                                                       |
| Delta Connection  | Salt Lake City, Seattle/Tacoma                                                                                  |
| United Airlines   | Denver, San Francisco                                                                                           |
| United Express    | Los Ángeles, San Francisco                                                                                      |

### Carga
| Aerolíneas   | Destinos                                       |
| ------------ | ---------------------------------------------- |
| Ameriflight  | Eugene, Portland/Hillsboro (OR), Portland (OR) |
| FedEx Feeder | Portland (OR)                                  |